# رحمان (هنرپیشه)
رحمان (انگلیسی: Rehman; ۲۳ ژوئن ۱۹۲۱ – ۵ نوامبر ۱۹۸۴) بازیگر اهل هند بود. وی بین سال‌های ۱۹۴۶ تا ۱۹۷۹ میلادی فعالیت می‌کرد. در سال ۲۰۲۲، او در فهرست «۷۵ بازیگر برتر بالیوود» اوت‌لوک هند قرار گرفت.

## فیلم‌شناسی
فهرست برخی از فیلم‌هایی که رحمان در آن‌ها به ایفای نقش پرداخته‌است:
- ارباب، همسر و غلام
- تشنه
- دوباره صبح خواهد شد
- دارماپوترا
- چالیا
- امواج گنگ
- وقت
- دل دوباره به یاد آورد
- بهار هنوز هم فرا می‌رسد
- عروس برای یک شب
- شکار
- همدم من دوست من
- مقصد بهار
- دوست
- سلام خانم
- ماه روز چهاردهم
- طوفان
- من عاشق بهار هستم
- حجاب
- جانور
- جشنواره
- وکیل بابو
- آهسته آهسته
- نامناسب
- مادربزرگ
- الهه